# 志田友美
志田友美（日語假名：しだ ゆうみ、1997年2月11日—），日本時尚模特兒、女演員。岩手縣出身，為鈴鼓藝術家經紀公司旗下藝人。為女子偶像團體夢みるアドレセンス的一員。曾參與トライアングル演出、特攝片假面騎士鎧武（仮面ライダー鎧武）中飾演高司舞一角。她目前育有一女。

## 電視劇
- 假面騎士铠武 （2013年至14年）
- 腦漿炸裂少女 （2015年）
- 2017寵物情人